# Associazione Calcio Legnano 1972-1973
Questa pagina raccoglie le informazioni riguardanti l'Associazione Calcio Legnano nelle competizioni ufficiali della stagione 1972-1973.

## Stagione
Il calciomercato è caratterizzato dalla cessione di due bandiere lilla, il portiere Pier Luigi Castellazzi e il difensore Natale Lamera. Vengono venduti anche i centrocampisti Augusto Nomirelli e Walter Novellino, con quest'ultimo che inizia la carriera che lo porterà ai massimi livelli del calcio italiano. Sul fronte acquisti, vengono tesserati dal Legnano il portiere Gianni Piaceri, i centrocampisti Vincenzo Proietti Farinelli e Giovanni Mastrodonato e l'attaccante Giovanni Bassini. L'età media dell'organico è decisamente bassa.
Nella stagione 1972-73 di Serie C il Legnano disputa il girone A, piazzandosi in dodicesima posizione con 34 punti, a 18 lunghezze dalle due capolista Parma e Udinese e a due punti dalla zona retrocessione. Dopo una partenza bruciante, che porta i Lilla in testa alla classifica, il Legnano conosce una fase di involuzione che inizia con la sconfitta interna, all'11ª giornata, con il Vigevano fanalino di cosa e che porta la compagine lilla a scendere progressivamente in graduatoria. Invece, in Coppa Italia Semiprofessionisti, i Lilla giunge al quarto ed ultimo posto del girone C della fase eliminatoria, che non consente al Legnano di qualificarsi agli ottavi di finale.

## Divise
| Casa |

## Organigramma societario
Area direttiva
- Presidente: Augusto Terreni

Area tecnica
- Allenatore: Luciano Sassi

## Rosa
| N. |                   | Ruolo | Calciatore            |
| -- | ----------------- | ----- | --------------------- |
|    | Italia (bandiera) | A     | Giovanni Bassini      |
|    | Italia (bandiera) | C     | Gianangelo Bettinelli |
|    | Italia (bandiera) | P     | Piero Binelli         |
|    | Italia (bandiera) | A     | Arturo Bosani         |
|    | Italia (bandiera) | A     | Sandro Brunini        |
|    | Italia (bandiera) | C     | Enrico Cannata        |
|    | Italia (bandiera) | A     | Romualdo Capocci      |
|    | Italia (bandiera) | A     | Salvatore Cascella    |
|    | Italia (bandiera) | D     | Roberto Cazzani       |

| N. |                   | Ruolo | Calciatore                  |
| -- | ----------------- | ----- | --------------------------- |
|    | Italia (bandiera) | D     | Alessandro Cribio           |
|    | Italia (bandiera) | D     | Oscar Lesca                 |
|    | Italia (bandiera) | C     | Giovanni Mastrodonato       |
|    | Italia (bandiera) | A     | Giancarlo Mongitore         |
|    | Italia (bandiera) | P     | Gianni Piaceri              |
|    | Italia (bandiera) | C     | Potito Pota                 |
|    | Italia (bandiera) | C     | Vincenzo Proietti Farinelli |
|    | Italia (bandiera) | D     | Riccardo Talarini           |
|    | Italia (bandiera) | D     | Ettorino Valentini          |

## Risultati

### Serie C (girone A)

#### Girone d'andata
| Parma 17 settembre 1972 1ª giornata | Parma            | 0 – 0 | Legnano | Stadio Ennio Tardini\| Arbitro: \| Crista (livorno) \| |
| Arbitro:                            | Crista (livorno) |       |         |                                                        |

| Arbitro: | Schena (Foggia) |

|             |           |             |
| Bassini 14’ | Marcatori | 63’ Politti |

| Arbitro: | Iseppi (San Donà di Piave) |

|             |           |               |
| Borgato 43’ | Marcatori | 50’ Farinelli |

| Arbitro: | Del Fiandra (Massa) |

|                                   |           |           |
| Capocci 1’ Pota 31’ Mongitore 89’ | Marcatori | 80’ Scali |

| Arbitro: | Sancini (Bologna) |

|             |           |  |
| Capocci 38’ | Marcatori |  |

| Arbitro: | Ciulli (Roma) |

|                             |           |               |
| Mondonico 20’ Carminati 56’ | Marcatori | 57’ Mongitore |

| Arbitro: | Stagnoli (Bologna) |

|                                     |           |                    |
| Bosani 8’, 88’ Farinelli 36’ (rig.) | Marcatori | 60’, 78’ Prunecchi |

| Arbitro: | Esposito (Torre Annunziata) |

|  |           |                                                              |
|  | Marcatori | 3’ Cascella 23’ (aut.) Antonioli 53’ Mongitore 65’ Farinelli |

| Legnano 12 novembre 1972 9ª giornata | Legnano          | 0 – 0 | Belluno | Stadio Comunale\| Arbitro: \| Rizza (Siracusa) \| |
| Arbitro:                             | Rizza (Siracusa) |       |         |                                                   |

| Arbitro: | Lapi (Firenze) |

|  |           |             |
|  | Marcatori | 85’ Bassini |

| Arbitro: | Grillenzoni (Finale Emilia) |

|           |           |                    |
| Lesca 53’ | Marcatori | 47’, 89’ Schillirò |

| Arbitro: | Ciacci (Firenze) |

|           |           |  |
| Bolis 17’ | Marcatori |  |

| Legnano 10 dicembre 1972 13ª giornata | Legnano          | 0 – 0 | Triestina | Stadio Comunale\| Arbitro: \| Falasca (Chieti) \| |
| Arbitro:                              | Falasca (Chieti) |       |           |                                                   |

| Arbitro: | Baldoni (Ancona) |

|                        |           |               |
| Girol 25’ Regonesi 58’ | Marcatori | 10’ Farinelli |

| Arbitro: | Fiumara (Roma) |

|              |           |  |
| Cascella 24’ | Marcatori |  |

| Venezia 7 gennaio 1973 16ª giornata | Venezia            | 0 – 0 | Legnano | Stadio Pier Luigi Penzo\| Arbitro: \| Picasso (Chiavari) \| |
| Arbitro:                            | Picasso (Chiavari) |       |         |                                                             |

| Legnano 14 gennaio 1973 17ª giornata | Legnano           | 0 – 0 | Savona | Stadio Comunale\| Arbitro: \| Bianchi (Firenze) \| |
| Arbitro:                             | Bianchi (Firenze) |       |        |                                                    |

| Legnano 21 gennaio 1973 18ª giornata | Legnano         | 0 – 0 | Alessandria | Stadio Comunale\| Arbitro: \| Schena (Foggia) \| |
| Arbitro:                             | Schena (Foggia) |       |             |                                                  |

| Arbitro: | Selicorni (Novara) |

|                  |           |               |
| Trentin 55’, 70’ | Marcatori | 52’ Farinelli |

#### Girone di ritorno
| Legnano 4 febbraio 1973 20ª giornata | Legnano       | 0 – 0 | Parma | Stadio Comunale\| Arbitro: \| Lupi (Genova) \| |
| Arbitro:                             | Lupi (Genova) |       |       |                                                |

| Udine 11 febbraio 1973 21ª giornata | Udinese          | 0 – 0 | Legnano | Stadio Moretti\| Arbitro: \| Benedetti (Roma) \| |
| Arbitro:                            | Benedetti (Roma) |       |         |                                                  |

| Arbitro: | Marti (Napoli) |

|  |           |                   |
|  | Marcatori | 51’ (aut.) Cribio |

| Arbitro: | Borghesi (Forlì) |

|  |           |             |
|  | Marcatori | 78’ Bassini |

| Arbitro: | Lapi (Firenze) |

|                     |           |  |
| Rossetti 42’ (rig.) | Marcatori |  |

| Legnano 18 marzo 1973 25ª giornata | Legnano          | 0 – 0 | Cremonese | Stadio Comunale\| Arbitro: \| Tempio (Catania) \| |
| Arbitro:                           | Tempio (Catania) |       |           |                                                   |

| Arbitro: | Del Fiandra (Massa) |

|                                          |           |                            |
| Chierico 40’ Salvini 44’ Facchinello 56’ | Marcatori | 1’ Mastrodonato 66’ Bosani |

| Arbitro: | Sansò (Lecce) |

|            |           |               |
| Bosani 55’ | Marcatori | 30’ Fumagalli |

| Arbitro: | Marti (Napoli) |

|               |           |                                                 |
| Inferrera 44’ | Marcatori | 5’ (aut.) Bianchi 17’ Bosani 54’, 55’ Mongitore |

| Arbitro: | Esposito (Torre Annunziata) |

|                   |           |                            |
| Bosani 53’ (rig.) | Marcatori | 16’, 23’ Rossi 76’ Vastola |

| Arbitro: | F. Lattanzi (Macerata) |

|              |           |               |
| Pandolfi 80’ | Marcatori | 19’ Mongitore |

| Arbitro: | Crista (Livorno) |

|                 |           |              |
| Bosani 26’, 87’ | Marcatori | 29’ Facoetti |

| Arbitro: | Benedetti (Roma) |

|             |           |               |
| Vastini 34’ | Marcatori | 54’ Mongitore |

| Legnano 13 maggio 1973 33ª giornata | Legnano          | 0 – 0 | Seregno | Stadio Comunale\| Arbitro: \| D'Astore (Lecce) \| |
| Arbitro:                            | D'Astore (Lecce) |       |         |                                                   |

| Arbitro: | Borghesi (Forlì) |

|                             |           |  |
| Pellegrino 28’ Marforio 85’ | Marcatori |  |

| Arbitro: | Menicucci (Firenze) |

|               |           |                         |
| Mongitore 21’ | Marcatori | 55’ Scarpa 68’ Modonese |

| Arbitro: | Lapi (Firenze) |

|             |           |              |
| Panucci 22’ | Marcatori | 35’ Cascella |

| Arbitro: | Ciulli (Roma) |

|                                  |           |              |
| Mongitore 59’ (aut.) Vanzini 79’ | Marcatori | 12’ Cascella |

| Arbitro: | Tempio (Catania) |

|  |           |             |
|  | Marcatori | 50’ Trentin |

### Coppa Italia Semiprofessionisti (girone C)

#### Girone d'andata
| Seregno 23 agosto 1972 1ª giornata  | Seregno   | 2 – 0 | Legnano | Stadio Ferruccio |
| \| \| \| \| \| \| Marcatori \| . \| |           |       |         |                  |
|                                     |           |       |         |                  |
|                                     | Marcatori | .     |         |                  |

| Solbiate Arno 27 agosto 1972 2ª giornata | Solbiatese | 1 – 1 | Legnano | Stadio Felice Chinetti |
| \| \| \| \| \| \| Marcatori \| . \|      |            |       |         |                        |
|                                          |            |       |         |                        |
|                                          | Marcatori  | .     |         |                        |

| Legnano 30 agosto 1972 3ª giornata  | Legnano   | 0 – 1 | Verbania | Stadio Comunale |
| \| \| \| \| \| \| Marcatori \| . \| |           |       |          |                 |
|                                     |           |       |          |                 |
|                                     | Marcatori | .     |          |                 |

#### Girone di ritorno
| Legnano 3 settembre 1972 4ª giornata | Legnano   | 0 – 1 | Seregno | Stadio Comunale |
| \| \| \| \| \| \| Marcatori \| . \|  |           |       |         |                 |
|                                      |           |       |         |                 |
|                                      | Marcatori | .     |         |                 |

| Legnano 6 settembre 1972 5ª giornata | Legnano   | 3 – 0 | Solbiatese | Stadio Comunale |
| \| \| \| \| \| \| Marcatori \| . \|  |           |       |            |                 |
|                                      |           |       |            |                 |
|                                      | Marcatori | .     |            |                 |

| Verbania 10 settembre 1972 6ª giornata | Verbania  | 0 – 0 | Legnano | Stadio dei Pini |
| \| \| \| \| \| \| Marcatori \| . \|    |           |       |         |                 |
|                                        |           |       |         |                 |
|                                        | Marcatori | .     |         |                 |

## Statistiche

### Statistiche di squadra
| Competizione                    | Punti | Totale | Totale | Totale | Totale | Totale | Totale | DR |
| Competizione                    | Punti | G      | V      | N      | P      | Gf     | Gs     | DR |
| ------------------------------- | ----- | ------ | ------ | ------ | ------ | ------ | ------ | -- |
| Serie C                         | 34    | 38     | 9      | 16     | 13     | 35     | 35     | 0  |
| Coppa Italia Semiprofessionisti | 4     | 6      | 1      | 2      | 3      | 4      | 5      | -1 |

### Statistiche dei giocatori
| Giocatore             | Serie C  | Serie C |
| Giocatore             | Presenze | Reti    |
| --------------------- | -------- | ------- |
| G. Bassini            | 21       | 3       |
| G. Bettinelli         | 3        | 0       |
| P. Binelli            | 26       | 0       |
| A. Bosani             | 37       | 8       |
| S. Brunini            | 3        | 1       |
| E. Cannata            | 12       | 0       |
| R. Capocci            | 35       | 2       |
| S. Cascella           | 26       | 4       |
| R. Cazzani            | 10       | 0       |
| A. Cribio             | 38       | 0       |
| O. Lesca              | 38       | 1       |
| G. Mastrodonato       | 17       | 1       |
| G. Mongitore          | 36       | 8       |
| G. Piaceri            | 14       | 0       |
| P. Pota               | 7        | 1       |
| V. Proietti Farinelli | 34       | 5       |
| R. Talarini           | 34       | 0       |
| E. Valentini          | 36       | 0       |